# Borkowszczyzna Mała
Borkowszczyzna Mała (lit. Barkiškės; hist.: pol. Wrocław; lit. Mažosios Barkiškės, Barkiškės II) – mikrorejon na Litwie, w okręgu wileńskim, część Wilna, w dzielnicy Nowy Świat, przy linii kolejowej Wilno – Stasiły.

## Historia
W dwudziestoleciu międzywojennym folwark leżący w Polsce, w województwie wileńskim, w powiecie wileńsko-trockim, w gminie Rudomino. W 1931 miejscowość liczyła 12 mieszkańców, zamieszkałych w 2 budynkach.
Po II wojnie światowej w granicach Związku Sowieckiego. Od 1991 na niepodległej Litwie. W 1996 została włączona w granice Wilna.